# Адаптивний ландшафт
Адаптивний ландшафт — метафора в еволюційній теорії, яка допомагає уявити взаємодії між організмом і навколишнім середовищем. До цієї метафори вдавалися С'юєлл Райт, Феодосій Добржанський, Джордж Сімпсон, Стеббінс та інші еволюціоністи.
Метафора порівнює довкілля з ландшафтом, що складається з пагорбів і долин. Рельєф місцевості символізує розподіл адаптивних полів: Вершини горбів є адаптивними вершинами, а долини відокремлюють пагорби один від одного.. Популяції й види займають різні адаптивні вершини завдяки наявним у них комбінаціям адаптивних ознак і генів, які лежать в основі цих ознак. Деякі адаптивні вершини вузькі, а інші широкі відповідно до відносної широти спеціалізації популяції. Вершини горбів відрізняються також за висотою. Це означає, що на деякі з адаптивних вершин легше «піднятися» й легше зайняти їх порівняно з іншими.
Цю метафору можна розширити, з тим щоб поширити і на групи видів, роди та інші таксономічні категорії. Вершини розподілені на адаптивному ландшафту невипадковим чином, а зібрані, принаймні до певної міри, в окремі ланцюги. При цьому ланцюг пагорбів відповідає адаптивній зоні того чи іншого роду. Вершини одного ряду займають близькі види, що належать до якогось одного роду, списи іншого ряду служать місцем проживання членам іншого роду.
Всі адаптивні вершини зайняті різними видами організмів. Низовинні ділянки між списами відображають відсутність або рідкість міжвидових гібридів з неадаптивними генними комбінаціями. Кожен вид існує більш менш ізольовано на своєму власному адаптивному піку. Адаптивний ландшафт, що містить численні вершини, символізує різноманітність середовищ на земній кулі і відповідну різноманітність організмів.
Середовище можна також змалювати у вигляді ряду адаптивних зон, зібраних в адаптивні мережі. Так, наприклад, верхівки дерев утворюють адаптивну зону для одного набору видів птахів, стовбури слугують адаптивною зоною для інших видів, ґрунт — для третіх, а всі ці три зони разом утворюють адаптивну мережуи. Адаптивна зона може бути вузькою або широкою. У типовому випадку види, що належать до одного роду, займають різні екологічні фації відносно вузької адаптивної зони.

## Виноски
1. ↑  Wright, 1932; Dobzhansky, 1970
2. ↑  Simpson, 1944, 1953*